# الولاء والبراء
الولاء والبراء عقيدة عند المسلمين، والبعض يعتبره من أركان العقيدة الإسلامية، وشرط من شروط الإيمان لدى بعض علماء المسلمين.

## معنى الولاء والبراء

### الولاء والبراء في اللغة
الولاء: اسم مصدر من والى، يوالي، موالاة، وولاء.
البراء: اسم مصدر من برئ برئ إذا تخلّص، وبرئ إذا تنزّه وتباعد، وبرئ إذا أعذر وأنذر، ومنه قوله تعالى: 
﴿بَرَاءَةٌ مِنَ اللَّهِ وَرَسُولِهِ إِلَى الَّذِينَ عَاهَدْتُمْ مِنَ الْمُشْرِكِينَ ۝١﴾ [التوبة:1] 
إذاً الولاء لغةً يُطلق على عدّة معان منها: المحبة، والنصرة، والاتباع، والقرب من الشيء، والدنو منه. 

والبراء لغةً يُطلق على عدة معان أيضاً منها: البعد، والتنزه، والتخلص، والعداوة.

### الولاء والبراء إصطلاحاً
لا يختلف الولاء والبراء في الاصطلاح الشرعي عن مدلوله اللغوي، فقد أطلق الولاء والبراء في النصوص الشرعية على عدة معان تدور حول «المحبة والطاعة والنصرة».

## أهمية عقيدة الولاء والبراء
- الولاء والبراء شرط في الإيمان:

قال تعالى: ﴿تَرَى كَثِيرًا مِنْهُمْ يَتَوَلَّوْنَ الَّذِينَ كَفَرُوا لَبِئْسَ مَا قَدَّمَتْ لَهُمْ أَنْفُسُهُمْ أَنْ سَخِطَ اللَّهُ عَلَيْهِمْ وَفِي الْعَذَابِ هُمْ خَالِدُونَ ۝٨٠ وَلَوْ كَانُوا يُؤْمِنُونَ بِاللَّهِ وَالنَّبِيِّ وَمَا أُنْزِلَ إِلَيْهِ مَا اتَّخَذُوهُمْ أَوْلِيَاءَ وَلَكِنَّ كَثِيرًا مِنْهُمْ فَاسِقُونَ ۝٨١﴾ [المائدة:80–81].
يقول ابن تيمية في توضيح هذه الآية: «فذكر جملة شرطية تقتضي أنه إذا وجد الشرط وجد المشروط بحرف (لو) التي تقتضي مع الشرط انتفاء المشروط، فقال: {وَلَوْ كَانُوا يُؤْمِنُونَ بِالْلهِ والنَّبِىّ وَمَا أُنْزِلَ إِلَيْهِ مَا اتَّخَذُوهُمْ أَوْلِيَاء}، فدل على أن الإيمان المذكور ينفي اتخاذهم أولياء ويضاده، ولا يجتمع الإيمان واتخاذهم أولياء في القلب، ودل ذلك على أن من اتخذهم أولياء، ما فعل الإيمان الواجب من الإيمان بالله والنبي وما أنزل إليه».
- الولاء والبراء أوثق عرى الإيمان:

عن ابن عباس رضي الله عنهما قال: قال رسول الله صلى الله عليه وسلم لأبي ذر: «أي عرى الإيمان أوثق؟» قال: الله ورسوله أعلم، قال: «الموالاة في الله، والمعاداة في الله، والحب في الله، والبغض في الله».
وعن أنس بن مالك رضي الله عنه قال: قال رسول الله صلى الله عليه وسلم: «ثلاث من كن فيه وجد حلاوة الإيمان: أن يكون الله ورسوله أحب إليه مما سواهما، وأن يحب المرء لا يحبه إلا لله، وأن يكره أن يعود في الكفر كما يكره أن يقذف في النار».
وقد كان النبي صلى الله عليه وسلم، يبايع أصحابه على تحقيق هذا الأصل العظيم، فعن جرير بن عبد الله البجلي رضي الله عنه قال: أتيت النبي صلى الله عليه وسلم وهو يبايع، فقلت: يا رسول الله، ابسط يدك حتى أبايعك، واشترِط عليّ فأنت أعلم، قال: «أبايعك على أن تعبد الله، وتقيم الصلاة، وتؤتي الزكاة، وتناصح المسلمين، وتفارق المشركين».
قال شيخ الإسلام ابن تيمية: «إن تحقيق شهادة أن لا إله إلا الله يقتضي أن لا يحب إلا لله، ولا يبغض إلا لله، ولا يوالي إلا لله، ولا يعادي إلا لله، وأن يحبّ ما أحبّه الله، ويبغض ما أبغضه الله».
وقال الشيخ سليمان آل الشيخ: «فهل يتمّ الدين أو يقام عَلَم الجهاد أو عَلَمُ الأمر بالمعروف والنهي عن المنكر، إلا بالحب في الله والبغض في الله، والمعاداة في الله والموالاة في الله. ولو كان الناس متفقين على طريقة واحدة ومحبة من غير عداوة ولا بغضاء لم يكن فرقاناً بين الحق والباطل، ولا بين المؤمنين والكفار، ولا بين أولياء الرحمن وأولياء الشيطان».
وقال الشيخ عبد الرزاق عفيفي عن الولاء والبراء: «[إنهما] مظهران من مظاهر إخلاص المحبة لله، ثم لأنبيائه وللمؤمنين. والبراءة: مظهر من مظاهر كراهية الباطل وأهله، وهذا أصل من أصول الإيمان».

## أصناف الناس في الولاء والبراء
قال شيخ الإسلام ابن تيمية: "الحمد والذم والحب والبغض والموالاة والمعاداة فإنما تكون بالأشياء التي أنزل الله بها سلطانه، وسلطانه كتابه.
قال تعالى: ﴿إِنَّمَا وَلِيُّكُمُ اللَّهُ وَرَسُولُهُ وَالَّذِينَ آمَنُوا الَّذِينَ يُقِيمُونَ الصَّلَاةَ وَيُؤْتُونَ الزَّكَاةَ وَهُمْ رَاكِعُونَ ۝٥٥ وَمَنْ يَتَوَلَّ اللَّهَ وَرَسُولَهُ وَالَّذِينَ آمَنُوا فَإِنَّ حِزْبَ اللَّهِ هُمُ الْغَالِبُونَ ۝٥٦﴾ [المائدة:55–56]، وقال تعالى: ﴿وَالْمُؤْمِنُونَ وَالْمُؤْمِنَاتُ بَعْضُهُمْ أَوْلِيَاءُ بَعْضٍ يَأْمُرُونَ بِالْمَعْرُوفِ وَيَنْهَوْنَ عَنِ الْمُنْكَرِ وَيُقِيمُونَ الصَّلَاةَ وَيُؤْتُونَ الزَّكَاةَ وَيُطِيعُونَ اللَّهَ وَرَسُولَهُ أُولَئِكَ سَيَرْحَمُهُمُ اللَّهُ إِنَّ اللَّهَ عَزِيزٌ حَكِيمٌ ۝٧١﴾ [التوبة:71].
ومن كان فيه إيمان وفيه فجور أعطِي من الموالاة بحسب إيمانه، ومن البغض بحسب فجوره، ولا يخرج من الإيمان بالكلية بمجرّد الذنوب والمعاصي كما يقول الخوارج والمعتزلة.
ولا يجعَل الأنبياء والصديقون والشهداء والصالحون بمنزلة الفساق في الإيمان والدين والحب والبغض والموالاة والمعاداة، قال الله تعالى: ﴿وَإِنْ طَائِفَتَانِ مِنَ الْمُؤْمِنِينَ اقْتَتَلُوا فَأَصْلِحُوا بَيْنَهُمَا فَإِنْ بَغَتْ إِحْدَاهُمَا عَلَى الْأُخْرَى فَقَاتِلُوا الَّتِي تَبْغِي حَتَّى تَفِيءَ إِلَى أَمْرِ اللَّهِ فَإِنْ فَاءَتْ فَأَصْلِحُوا بَيْنَهُمَا بِالْعَدْلِ وَأَقْسِطُوا إِنَّ اللَّهَ يُحِبُّ الْمُقْسِطِينَ ۝٩ إِنَّمَا الْمُؤْمِنُونَ إِخْوَةٌ فَأَصْلِحُوا بَيْنَ أَخَوَيْكُمْ وَاتَّقُوا اللَّهَ لَعَلَّكُمْ تُرْحَمُونَ ۝١٠﴾، فجعلهم إخوة مع وجود الاقتتال والبغي".
وقال في موضع آخر: «ولهذا كان السلف مع الاقتتال يوالي بعضهم بعضاً موالاة الدين، لا يعادون كمعاداة الكفار، فيقبل بعضهم شهادة بعض، ويأخذ بعضهم العلم عن بعض، ويتوارثون ويتناكحون، ويتعاملون بمعاملة المسلمين بعضهم مع بعض مع ما كان بينهم من القتال والتلاعن وغير ذلك...».
- وقال الشيخ صالح الفوزان في أقسام الناس فيما يجب في حقهم من الولاء والبراء: "الناس في الولاء والبراء على ثلاثة أقسام:

القسم الأول: من يُحَبّ محبّةً خالصة لا معاداة معها: وهم المؤمنون الخلَّص من الأنبياء والصديقين والشهداء والصالحين، وفي مقدّمتهم رسول الله صلى الله عليه وسلم، فإنّه تجب محبته أعظم من محبة النفس والولد والوالد والناس أجمعين، ثم زوجاته أمهات المؤمنين، وأهل بيته الطيبين وصحابته الكرام... ثم التابعون والقرون المفضلة وسلف هذه الأمة وأئمتها... قال تعالى: ﴿وَالَّذِينَ جَاءُوا مِنْ بَعْدِهِمْ يَقُولُونَ رَبَّنَا اغْفِرْ لَنَا وَلِإِخْوَانِنَا الَّذِينَ سَبَقُونَا بِالْإِيمَانِ وَلَا تَجْعَلْ فِي قُلُوبِنَا غِلًّا لِلَّذِينَ آمَنُوا رَبَّنَا إِنَّكَ رَءُوفٌ رَحِيمٌ ۝١٠﴾ [الحشر:10]، ولا يبغض الصحابة وسلف هذه الأمة من في قلبه إيمان، وإنما يبغضهم أهل الزيغ والنفاق وأعداء الإسلام كالرافضة والخوارج، نسأل الله العافية.
القسم الثاني: من يبغَض ويعادَى بغضاً ومعاداة خالصين لا محبّة ولا موالاة معهما: وهم الكفار الخلّص من الكفار والمشركين والمنافقين والمرتدين والملحدين على اختلاف أجناسهم كما قال تعالى: ﴿لَا تَجِدُ قَوْمًا يُؤْمِنُونَ بِاللَّهِ وَالْيَوْمِ الْآخِرِ يُوَادُّونَ مَنْ حَادَّ اللَّهَ وَرَسُولَهُ وَلَوْ كَانُوا آبَاءَهُمْ أَوْ أَبْنَاءَهُمْ أَوْ إِخْوَانَهُمْ أَوْ عَشِيرَتَهُمْ أُولَئِكَ كَتَبَ فِي قُلُوبِهِمُ الْإِيمَانَ وَأَيَّدَهُمْ بِرُوحٍ مِنْهُ وَيُدْخِلُهُمْ جَنَّاتٍ تَجْرِي مِنْ تَحْتِهَا الْأَنْهَارُ خَالِدِينَ فِيهَا رَضِيَ اللَّهُ عَنْهُمْ وَرَضُوا عَنْهُ أُولَئِكَ حِزْبُ اللَّهِ أَلَا إِنَّ حِزْبَ اللَّهِ هُمُ الْمُفْلِحُونَ ۝٢٢﴾ [المجادلة:22]، وقال تعالى: عائباً على بني إسرائيل: ﴿تَرَى كَثِيرًا مِنْهُمْ يَتَوَلَّوْنَ الَّذِينَ كَفَرُوا لَبِئْسَ مَا قَدَّمَتْ لَهُمْ أَنْفُسُهُمْ أَنْ سَخِطَ اللَّهُ عَلَيْهِمْ وَفِي الْعَذَابِ هُمْ خَالِدُونَ ۝٨٠ وَلَوْ كَانُوا يُؤْمِنُونَ بِاللَّهِ وَالنَّبِيِّ وَمَا أُنْزِلَ إِلَيْهِ مَا اتَّخَذُوهُمْ أَوْلِيَاءَ وَلَكِنَّ كَثِيرًا مِنْهُمْ فَاسِقُونَ ۝٨١﴾ [المائدة:80–81].
القسم الثالث: من يُحَبّ من وجهٍ ويبغَض من وجه، فيجتمع فيه المحبّة والعداوة: وهم عصاة المؤمنين يحَبّون لما فيهم من الإيمان، ويبغَضون لما فيهم من المعصية التي هي دون الكفر والشرك، ومحبّتهم تقتضي مناصحتهم والإنكار عليهم، فلا يجوز السكوت على معاصيهم بل ينكَر عليهم، ويؤمَرون بالمعروف، وينهَون عن المنكر، وتقام عليهم الحدود والتعزيرات حتى يكفّوا عن معاصيهم ويتوبوا من سيئاتهم، لكن لا يبغَضون بغضاً خالصاً، ويتبرّأ منهم كما تقوله الخوارج في مرتكب الكبيرة التي هي دون الشرك، ولا يحبّون ويوالَون حباً وموالاة خالصَين كما تقوله المرجئة، بل يُعتدَل في شأنهم على ما ذكرنا كما هو مذهب أهل السنة والجماعة"

## ولاء المؤمنين بعضهم بعضاً
أ- وجوب ولاء المؤمنين بعضهم بعضاً:
قال الله عز وجل: ﴿وَالْمُؤْمِنُونَ وَالْمُؤْمِنَاتُ بَعْضُهُمْ أَوْلِيَاءُ بَعْضٍ يَأْمُرُونَ بِالْمَعْرُوفِ وَيَنْهَوْنَ عَنِ الْمُنْكَرِ وَيُقِيمُونَ الصَّلَاةَ وَيُؤْتُونَ الزَّكَاةَ وَيُطِيعُونَ اللَّهَ وَرَسُولَهُ أُولَئِكَ سَيَرْحَمُهُمُ اللَّهُ إِنَّ اللَّهَ عَزِيزٌ حَكِيمٌ ۝٧١﴾ [التوبة:71].
وقال سبحانه: ﴿إِنَّمَا وَلِيُّكُمُ اللَّهُ وَرَسُولُهُ وَالَّذِينَ آمَنُوا الَّذِينَ يُقِيمُونَ الصَّلَاةَ وَيُؤْتُونَ الزَّكَاةَ وَهُمْ رَاكِعُونَ ۝٥٥ وَمَنْ يَتَوَلَّ اللَّهَ وَرَسُولَهُ وَالَّذِينَ آمَنُوا فَإِنَّ حِزْبَ اللَّهِ هُمُ الْغَالِبُونَ ۝٥٦﴾ [المائدة:55–56].
قال شيخ الإسلام ابن تيمية: «إنّ المؤمنين أولياء الله وبعضهم أولياء بعض، والكفار أعداء الله وأعداء المؤمنين، وقد أوجب الموالاة بين المؤمنين، وبيّن أن ذلك من لوازم الإيمان، ونهى عن موالاة الكفار، وبين أن ذلك منتف في حقّ المؤمنين».
وقال الشيخ صالح الفوزان: "يجب على كلّ مسلم يدين بهذه العقيدة أن يوالي أهلها ويعادي أعداءها، فيحب أهل التوحيد والإخلاص ويواليهم، ويبغض أهل الإشراك ويعاديهم، وذلك ملة إبراهيم والذين معه، الذين أمرنا بالاقتداء بهم. فالمؤمنون إخوة في الدين والعقيدة وإن تباعدت أنسابهم وأوطانهم وأزمانهم قال تعالى: ﴿وَالَّذِينَ جَاءُوا مِنْ بَعْدِهِمْ يَقُولُونَ رَبَّنَا اغْفِرْ لَنَا وَلِإِخْوَانِنَا الَّذِينَ سَبَقُونَا بِالْإِيمَانِ وَلَا تَجْعَلْ فِي قُلُوبِنَا غِلًّا لِلَّذِينَ آمَنُوا رَبَّنَا إِنَّكَ رَءُوفٌ رَحِيمٌ ۝١٠﴾ [الحشر:10]. فالمؤمنون من أول الخليقة إلى آخرها مهما تباعدت أوطانهم وامتدت أزمانهم إخوة متحابّون يقتدي آخرهم بأوّلهم، ويدعو بعضهم لبعض، ويستغفر بعضهم لبعض".
ب- من مظاهر موالاة المؤمنين:
1. الهجرة إلى بلاد المسلمين وهجر بلاد الكافرين: قال تعالى: ﴿إِنَّ الَّذِينَ تَوَفَّاهُمُ الْمَلَائِكَةُ ظَالِمِي أَنْفُسِهِمْ قَالُوا فِيمَ كُنْتُمْ قَالُوا كُنَّا مُسْتَضْعَفِينَ فِي الْأَرْضِ قَالُوا أَلَمْ تَكُنْ أَرْضُ اللَّهِ وَاسِعَةً فَتُهَاجِرُوا فِيهَا فَأُولَئِكَ مَأْوَاهُمْ جَهَنَّمُ وَسَاءَتْ مَصِيرًا ۝٩٧ إِلَّا الْمُسْتَضْعَفِينَ مِنَ الرِّجَالِ وَالنِّسَاءِ وَالْوِلْدَانِ لَا يَسْتَطِيعُونَ حِيلَةً وَلَا يَهْتَدُونَ سَبِيلًا ۝٩٨﴾.[24] وقال سبحانه: ﴿وَالَّذِينَ هَاجَرُوا فِي اللَّهِ مِنْ بَعْدِ مَا ظُلِمُوا لَنُبَوِّئَنَّهُمْ فِي الدُّنْيَا حَسَنَةً وَلَأَجْرُ الْآخِرَةِ أَكْبَرُ لَوْ كَانُوا يَعْلَمُونَ ۝٤١ الَّذِينَ صَبَرُوا وَعَلَى رَبِّهِمْ يَتَوَكَّلُونَ ۝٤٢﴾.[25] وقال صلى الله عليه وسلم: «من جامع المشرك وسكن معه فإنه مثله».[26]
2. مناصرة المسلمين ومعاونتهم بالنفس والمال واللسان فيما يحتاجون إليه في دينهم ودنياهم.
3. التألم لألمهم والسرور بسرورهم.
4. النصح لهم ومحبة الخير لهم وعدم غشهم وخديعتهم.
5. احترامهم وتوقيرهم وعدم تنقصهم وعيبهم.
6. أن يكون معهم في حال العسر واليسر والشدة والرخاء.
7. احترام حقوقهم، فلا يبيع على بيعهم، ولا يسوم على سومهم، ولا يخطب على خطبتهم، ولا يتعرّض لما سبقوا إليه من المباحات.
8. الدعاء لهم والاستغفار لهم.

## ولاء الكفار والمنافقين
أ- تحريم ولاء الكفار والمنافقين:
قال سليمان بن عبد الله آل الشيخ: «اعلم رحمك الله أنّ الإنسان إذا أظهر للمشركين الموافقة على دينهم خوفاً منهم ومداراة لهم ومداهنة لدفع شرّهم فإنّه كافر مثلهم وإن كان يكره دينَهم ويبغضهم ويحبّ الإسلام والمسلمين، هذا إذا لم يقع منه إلا ذلك، فكيف إذا كان في دار منَعَة واستعدى بهم ودخل في طاعتهم وأظهر الموافقة على دينهم الباطل، وأعانهم عليه بالنصرة والمال ووالاهم، وقطع الموالاة بينه وبين المسلمين، وصار من جنود القباب والشرك وأهلها، بعدما كان من جنود الإخلاص والتوحيد وأهله، فإنّ هذا لا يشكّ مسلم أنّه كافر من أشدّ الناس عداوة لله تعالى ورسوله صلى الله عليه وسلم، ولا يستثنى من ذلك إلا المكرَه، وهو الذي يستولي عليه المشركون فيقولون له: اكفر أو افعل كذا وإلا فعلنا بك وقتلناك، أو يأخذونه فيعذبونه حتى يوافقهم، فيجوز له الموافقة باللسان مع طمأنينة القلب بالإيمان».
وقال الشيخ حمد بن عتيق بعد ذكره لقوله تعالى: ﴿إِنَّمَا يَنْهَاكُمُ اللَّهُ عَنِ الَّذِينَ قَاتَلُوكُمْ فِي الدِّينِ وَأَخْرَجُوكُمْ مِنْ دِيَارِكُمْ وَظَاهَرُوا عَلَى إِخْرَاجِكُمْ أَنْ تَوَلَّوْهُمْ وَمَنْ يَتَوَلَّهُمْ فَأُولَئِكَ هُمُ الظَّالِمُونَ ۝٩﴾: «في هذه الآية أعظم الدليل وأوضح البرهان على أن موالاتهم محرمة منافية للإيمان وذلك أنه قال: {إِنَّمَا يَنْهَٰكُمُ ٱللَّهُ} فجمع بين لفظة (إنما) المفيدة للحصر، وبين النهي الصريح، وذكر الخصال الثلاث، وضمير الحصر وهو لفظة (هم)، ثم ذكر الظلم المعرّف بأداة التعريف».
وسئل الشيخ محمد بن صالح العثيمين عن حكم موالاة الكفار، فأجاب بقوله: "موالاة الكفار بالموادة والمناصرة واتخاذهم بطانة حرام منهي عنها بنص القرآن الكريم، قال تعالى: ﴿لَا تَجِدُ قَوْمًا يُؤْمِنُونَ بِاللَّهِ وَالْيَوْمِ الْآخِرِ يُوَادُّونَ مَنْ حَادَّ اللَّهَ وَرَسُولَهُ وَلَوْ كَانُوا آبَاءَهُمْ أَوْ أَبْنَاءَهُمْ أَوْ إِخْوَانَهُمْ أَوْ عَشِيرَتَهُمْ أُولَئِكَ كَتَبَ فِي قُلُوبِهِمُ الْإِيمَانَ وَأَيَّدَهُمْ بِرُوحٍ مِنْهُ وَيُدْخِلُهُمْ جَنَّاتٍ تَجْرِي مِنْ تَحْتِهَا الْأَنْهَارُ خَالِدِينَ فِيهَا رَضِيَ اللَّهُ عَنْهُمْ وَرَضُوا عَنْهُ أُولَئِكَ حِزْبُ اللَّهِ أَلَا إِنَّ حِزْبَ اللَّهِ هُمُ الْمُفْلِحُونَ ۝٢٢﴾ [المجادلة:22]، وقال تعالى: ﴿مَا الْمَسِيحُ ابْنُ مَرْيَمَ إِلَّا رَسُولٌ قَدْ خَلَتْ مِنْ قَبْلِهِ الرُّسُلُ وَأُمُّهُ صِدِّيقَةٌ كَانَا يَأْكُلَانِ الطَّعَامَ انْظُرْ كَيْفَ نُبَيِّنُ لَهُمُ الْآيَاتِ ثُمَّ انْظُرْ أَنَّى يُؤْفَكُونَ ۝٧٥﴾، وقال تعالى: ﴿يَا أَيُّهَا الَّذِينَ آمَنُوا لَا تَتَّخِذُوا الْيَهُودَ وَالنَّصَارَى أَوْلِيَاءَ بَعْضُهُمْ أَوْلِيَاءُ بَعْضٍ وَمَنْ يَتَوَلَّهُمْ مِنْكُمْ فَإِنَّهُ مِنْهُمْ إِنَّ اللَّهَ لَا يَهْدِي الْقَوْمَ الظَّالِمِينَ ۝٥١﴾ [المائدة:51]، وقال تعالى: ﴿يَا أَيُّهَا الَّذِينَ آمَنُوا لَا تَتَّخِذُوا بِطَانَةً مِنْ دُونِكُمْ لَا يَأْلُونَكُمْ خَبَالًا وَدُّوا مَا عَنِتُّمْ قَدْ بَدَتِ الْبَغْضَاءُ مِنْ أَفْوَاهِهِمْ وَمَا تُخْفِي صُدُورُهُمْ أَكْبَرُ قَدْ بَيَّنَّا لَكُمُ الْآيَاتِ إِنْ كُنْتُمْ تَعْقِلُونَ ۝١١٨﴾ [آل عمران:118]، وأخبر أنّه إذا لم يكن المؤمنون بعضهم أولياء بعض والذين كفروا بعضهم أولياء بعض، ويتميز هؤلاء عن هؤلاء، فإنها تكون فتنة في الأرض وفساد كبير.
ولا ينبغي أبداً أن يثق المؤمن بغير المؤمن مهما أظهر من المودّة وأبدى من النصح؛ فإن الله تعالى يقول عنهم: ﴿وَدُّوا لَوْ تَكْفُرُونَ كَمَا كَفَرُوا فَتَكُونُونَ سَوَاءً فَلَا تَتَّخِذُوا مِنْهُمْ أَوْلِيَاءَ حَتَّى يُهَاجِرُوا فِي سَبِيلِ اللَّهِ فَإِنْ تَوَلَّوْا فَخُذُوهُمْ وَاقْتُلُوهُمْ حَيْثُ وَجَدْتُمُوهُمْ وَلَا تَتَّخِذُوا مِنْهُمْ وَلِيًّا وَلَا نَصِيرًا ۝٨٩﴾، ويقول سبحانه لنبيه: ﴿وَلَنْ تَرْضَى عَنْكَ الْيَهُودُ وَلَا النَّصَارَى حَتَّى تَتَّبِعَ مِلَّتَهُمْ قُلْ إِنَّ هُدَى اللَّهِ هُوَ الْهُدَى وَلَئِنِ اتَّبَعْتَ أَهْوَاءَهُمْ بَعْدَ الَّذِي جَاءَكَ مِنَ الْعِلْمِ مَا لَكَ مِنَ اللَّهِ مِنْ وَلِيٍّ وَلَا نَصِيرٍ ۝١٢٠﴾ [البقرة:120]، والواجب على المؤمن أن يعتمد على الله في تنفيذ شرعه، وأن لا تأخذه فيه لومة لائم، وأن لا يخاف من أعدائه، فقد قال الله تعالى: ﴿إِنَّمَا ذَلِكُمُ الشَّيْطَانُ يُخَوِّفُ أَوْلِيَاءَهُ فَلَا تَخَافُوهُمْ وَخَافُونِ إِنْ كُنْتُمْ مُؤْمِنِينَ ۝١٧٥﴾، وقال تعالى: ﴿فَتَرَى الَّذِينَ فِي قُلُوبِهِمْ مَرَضٌ يُسَارِعُونَ فِيهِمْ يَقُولُونَ نَخْشَى أَنْ تُصِيبَنَا دَائِرَةٌ فَعَسَى اللَّهُ أَنْ يَأْتِيَ بِالْفَتْحِ أَوْ أَمْرٍ مِنْ عِنْدِهِ فَيُصْبِحُوا عَلَى مَا أَسَرُّوا فِي أَنْفُسِهِمْ نَادِمِينَ ۝٥٢﴾، وقال سبحانه: ﴿يَا أَيُّهَا الَّذِينَ آمَنُوا إِنَّمَا الْمُشْرِكُونَ نَجَسٌ فَلَا يَقْرَبُوا الْمَسْجِدَ الْحَرَامَ بَعْدَ عَامِهِمْ هَذَا وَإِنْ خِفْتُمْ عَيْلَةً فَسَوْفَ يُغْنِيكُمُ اللَّهُ مِنْ فَضْلِهِ إِنْ شَاءَ إِنَّ اللَّهَ عَلِيمٌ حَكِيمٌ ۝٢٨﴾ والله الموفق".
ب الفرق بين الموالاة والتولي، وأقسام الموالاة:
الفرق بين الموالاة والتولي في المفهوم الشرعي:
قال الشيخ عبد الله بن عبد اللطيف: "التولي: كفرٌ يخرج من الملة، وهو كالذّبّ عنهم، وإعانتهم بالمال والبدن والرأي.
والموالاة: كبيرة من كبائر الذنوب، كَبَلِّ الدواة، أو بري القلم، أو التبشّش لهم، أو رفع السّوط لهم".
وقال الشيخ سليمان بن سحمان نظماً في الفرق بين الموالاة والتولي:
وأصلُ بلاء القوم حيث تورّطوا***هو الجهل في حكم الموالاة عن زلل
فما فرّقوا بين التولّي وحكمه***وبين الموالاة التي هي في العمل
أخفّ، ومنها ما يكفر فعله***ومنها يكون دون ذلك في الخلل
- أقسام الموالاة:

تنقسم الموالاة إلى قسمين:
1. موالاة مطلقة عامّة، وهذا كفر صريح، وهي بهذه الصفة مرادفة لمعنى التولي، وعلى ذلك تحمل الأدلة الواردة في النهي الشديد عن موالاة الكفار، وأن من والأهم فقد كفر.
2. موالاة خاصة: وهي موالاة الكفار لغرض دنيوي مع سلامة الاعتقاد، وعدم إضمار نية الكفر والردة كما حصل من حاطب بن أبي بلتعة رضي الله عنه في إفشاء سرّ رسول الله صلى الله عليه وسلم في غزوة مكة، كما هو مذكور في سبب نزول سورة الممتحنة.

فالموالاة المطلقة العامة مرادفة لمعنى التولي، وهي بهذا الوصف كفرٌ وردّة، ومنها ما هو دون ذلك بمراتب، ولكلّ ذنب حظّه وقِسطه من الوعيد والذّمّ، بحسب نيّة الفاعل وقصده.
وقال الشيخ عبد اللطيف بن عبد الرحمن بن حسن آل الشيخ: «مسمّى الموالاة يقع على شعَب متفاوِتة منها ما يوجب الردة لذهاب الإسلام بالكلية، ومنها ما هو دون ذلك من الكبائر والمحرمات».
ج من صور ومظاهر ولاء الكفار والمشركين والمنافقين:
ذكر العلماء مظاهر وصورا شتى من ولاء الكفار والمشركين والمنافقين، والتي نهى الله سبحانه وتعالى عنها وشدّد في ذلك، وأخبر أنّ من تولاهم فهو منهم، وكذلك حذّر النبي صلى الله عليه وسلم عن ذلك في أحاديث كثيرة، وأخبر أنّ من أحبّ قوماً حُشر معهم، وهي كما يلي:
1- الرضا بكفر الكافرين، وعدم تكفيرهم، أو الشك في كفرهم، أو تصحيح أي مذهب من مذاهبهم الكافرة:
قال تعالى: ﴿قَدْ كَانَتْ لَكُمْ أُسْوَةٌ حَسَنَةٌ فِي إِبْرَاهِيمَ وَالَّذِينَ مَعَهُ إِذْ قَالُوا لِقَوْمِهِمْ إِنَّا بُرَآءُ مِنْكُمْ وَمِمَّا تَعْبُدُونَ مِنْ دُونِ اللَّهِ كَفَرْنَا بِكُمْ وَبَدَا بَيْنَنَا وَبَيْنَكُمُ الْعَدَاوَةُ وَالْبَغْضَاءُ أَبَدًا حَتَّى تُؤْمِنُوا بِاللَّهِ وَحْدَهُ إِلَّا قَوْلَ إِبْرَاهِيمَ لِأَبِيهِ لَأَسْتَغْفِرَنَّ لَكَ وَمَا أَمْلِكُ لَكَ مِنَ اللَّهِ مِنْ شَيْءٍ رَبَّنَا عَلَيْكَ تَوَكَّلْنَا وَإِلَيْكَ أَنَبْنَا وَإِلَيْكَ الْمَصِيرُ ۝٤﴾ [الممتحنة:4]، وقال: ﴿لَا إِكْرَاهَ فِي الدِّينِ قَدْ تَبَيَّنَ الرُّشْدُ مِنَ الْغَيِّ فَمَنْ يَكْفُرْ بِالطَّاغُوتِ وَيُؤْمِنْ بِاللَّهِ فَقَدِ اسْتَمْسَكَ بِالْعُرْوَةِ الْوُثْقَى لَا انْفِصَامَ لَهَا وَاللَّهُ سَمِيعٌ عَلِيمٌ ۝٢٥٦﴾.
وعن أبي مالك سعد بن طارق عن أبيه قال: سمعت رسول الله صلى الله عليه وسلم يقول: ((من قال: لا إله إلا الله، وكفر بما يعبَد من دون الله، حرم ماله ودمه، وحسابه على الله)).
قال الإمام محمد بن عبد الوهاب: «وصفة الكفر بالطاغوت: أن تعتقد بطلان عبادة غير الله، وتتركها وتبغضها، وتكفّر أهلها، وتعاديهم».
وقال أيضاً: "اعلم أن نواقض الإسلام عشرة نواقض... وذكر منها:
الثالث: من لم يكفّر المشركين أو يشكّ في كفرهم أو صحّح مذهبهم كفر".
2- التولي العام واتخاذهم أعواناً وأنصاراً وأولياء أو الدخول في دينهم:
قال تعالى: ﴿لَا يَتَّخِذِ الْمُؤْمِنُونَ الْكَافِرِينَ أَوْلِيَاءَ مِنْ دُونِ الْمُؤْمِنِينَ وَمَنْ يَفْعَلْ ذَلِكَ فَلَيْسَ مِنَ اللَّهِ فِي شَيْءٍ إِلَّا أَنْ تَتَّقُوا مِنْهُمْ تُقَاةً وَيُحَذِّرُكُمُ اللَّهُ نَفْسَهُ وَإِلَى اللَّهِ الْمَصِيرُ ۝٢٨﴾. قال ابن جرير: «وهذا نهي من الله عز وجل للمؤمنين أن يتّخذوا الكفار أعواناً وأنصاراً وظهوراً، ولذلك كسر {يَتَّخِذِ} لأنه في موضع جزم بالنهي، ولكنه كسر الذال منه للساكن الذي لقيه وهي ساكنة، ومعنى ذلك: لا تتخذوا أيها المؤمنون الكفار ظهراً وأنصاراً، توالونهم على دينهم، وتظاهرونهم على المسلمين من دون المؤمنين، وتدلّونهم على عوراتهم، فإنّه من يفعل ذلك فليس من الله في شيء، يعني بذلك: فقد برئ من الله، وبرئ الله منه، بارتداده عن دينه ودخوله في الكفر، {إِلا أَن تَتَّقُواْ مِنْهُمْ تُقَٰةً}: إلا أن تكونوا في سلطانهم، فتخافوهم على أنفسكم، فتظهروا لهم الولاية بألسنتكم، وتضمروا لهم العداوة، ولا تشايعوهم على ما هم عليه من الكفر، ولا تعينوهم على مسلم بفعل».
وقال تعالى: ﴿يَا أَيُّهَا الَّذِينَ آمَنُوا لَا تَتَّخِذُوا الْيَهُودَ وَالنَّصَارَى أَوْلِيَاءَ بَعْضُهُمْ أَوْلِيَاءُ بَعْضٍ وَمَنْ يَتَوَلَّهُمْ مِنْكُمْ فَإِنَّهُ مِنْهُمْ إِنَّ اللَّهَ لَا يَهْدِي الْقَوْمَ الظَّالِمِينَ ۝٥١﴾ [المائدة:51]. قال ابن جرير: «من يتولّ اليهود والنصارى دون المؤمنين فإنّه منهم، يقول: فإنّ من تولاهم ونصرهم على المؤمنين فهو من أهل دينهم وملتهم، فإنه لا يتولى متولٍّ أحداً إلا وهو به وبدينه وما هو عليه راض، وإذا رضيه ورضي دينه فقد عادى ما خالفه وسخطه، وصار حكمه حكمه».
وقال ابن القيم: «إن الله سبحانه قد حكم ولا أحسن من حكمه أنه من تولى اليهود والنصارى فهو منهم: {وَمَن يَتَوَلَّهُمْ مّنكُمْ فَإِنَّهُ مِنْهُمْ}، فإذا كان أولياؤهم منهم بنص القرآن كان لهم حكمهم، وهذا عام خُصّ منه من يتولاهم ودخل في دينهم بعد التزام الإسلام فإنّه لا يقَرّ ولا تقبَل منه الجزية، بل إمّا الإسلام أو السّيف، فإنه مرتدّ بالنص والإجماع، ولا يصحّ إلحاق من دخل في دينهم من الكفار قبل التزام الإسلام بمن دخل فيه من المسلمين... وأنّ من دان بدينهم من الكفار بعد نزول الفرقان فقد انتقل من دينه إلى دينٍ خير مِنه وإن كانا جميعاً باطلَين، وأمّا المسلم فإنّه قد انتقل من دين الحقّ إلى الدين الباطل بعد إقراره بصحة ما كان عليه وبطلان ما انتقل إليه فلا يُقَرّ».
3- الإيمان ببعض ما هم عليه من الكفر، أو التحاكم إليهم دون كتاب الله:
قال شيخ الإسلام ابن تيمية: "ومن جنس موالاة الكفار التي ذمّ الله بها أهل الكتاب والمنافقين الإيمان ببعض ما هم عليه من الكفر، أو التحاكم إليهم دون كتاب الله، كما قال تعالى: ﴿أَلَمْ تَرَ إِلَى الَّذِينَ أُوتُوا نَصِيبًا مِنَ الْكِتَابِ يُؤْمِنُونَ بِالْجِبْتِ وَالطَّاغُوتِ وَيَقُولُونَ لِلَّذِينَ كَفَرُوا هَؤُلَاءِ أَهْدَى مِنَ الَّذِينَ آمَنُوا سَبِيلًا ۝٥١﴾... فمن كان من هذه الأمة موالياً للكفار من المشركين أو أهل الكتاب ببعض أنواع الموالاة ونحوها، مثل إتيانه أهل الباطل، واتباعهم في شيء من مقالهم وفعالهم الباطل، كان له من الذمّ والعقاب والنفاق بحسَب ذلك، وذلك مثل متابعتِهم في آرائهم وأعمالهم، كنحو أقوال الصابئة وأفعالهم من الفلاسفة ونحوهم المخالفة للكتاب والسنة، ونحو أقوال المجوس والمشركين وأفعالهم المخالفة للكتاب والسنة".
4- المحبة والمودّة الخاصة:
قال الله تعالى: ﴿لَا تَجِدُ قَوْمًا يُؤْمِنُونَ بِاللَّهِ وَالْيَوْمِ الْآخِرِ يُوَادُّونَ مَنْ حَادَّ اللَّهَ وَرَسُولَهُ وَلَوْ كَانُوا آبَاءَهُمْ أَوْ أَبْنَاءَهُمْ أَوْ إِخْوَانَهُمْ أَوْ عَشِيرَتَهُمْ أُولَئِكَ كَتَبَ فِي قُلُوبِهِمُ الْإِيمَانَ وَأَيَّدَهُمْ بِرُوحٍ مِنْهُ وَيُدْخِلُهُمْ جَنَّاتٍ تَجْرِي مِنْ تَحْتِهَا الْأَنْهَارُ خَالِدِينَ فِيهَا رَضِيَ اللَّهُ عَنْهُمْ وَرَضُوا عَنْهُ أُولَئِكَ حِزْبُ اللَّهِ أَلَا إِنَّ حِزْبَ اللَّهِ هُمُ الْمُفْلِحُونَ ۝٢٢﴾ [المجادلة:22].
قال شيخ الإسلام ابن تيمية: «أخبر الله أنك لا تجد مؤمناً يوادّ المحادّين لله ورسوله، فإنّ نفس الإيمان ينافي موادّته كما ينفي أحد الضدين الآخر، فإذا وجد الإيمان انتفى ضدّه وهو موالاة أعداء الله، فإذا كان الرجل يوالي أعداء الله بقلبه كان ذلك دليلاً على أن قلبه ليس فيه الإيمان الواجب».
وسئل الشيخ ابن عثيمين عن حكم مودّة الكفار وتفضيلهم على المسلمين، فأجاب بقوله: "لا شكّ أن الذي يوادّ الكفار أكثرَ من المسلمين قد فعل محرّماً عظيماً، فإنّه يجب أن يحبّ المسلمين وأن يحبّ لهم ما يحبّ لنفسه، أمّا أن يودّ أعداء الله أكثر من المسلمين فهذا خطر عظيم وحرام عليه، بل لا يجوز أن يودَّهم ولو أقلّ من المسلمين لقوله تعالى: {لاَّ تَجِدُ قَوْماً...} الآية وقال تعالى: ﴿يَا أَيُّهَا الَّذِينَ آمَنُوا لَا تَتَّخِذُوا عَدُوِّي وَعَدُوَّكُمْ أَوْلِيَاءَ تُلْقُونَ إِلَيْهِمْ بِالْمَوَدَّةِ وَقَدْ كَفَرُوا بِمَا جَاءَكُمْ مِنَ الْحَقِّ يُخْرِجُونَ الرَّسُولَ وَإِيَّاكُمْ أَنْ تُؤْمِنُوا بِاللَّهِ رَبِّكُمْ إِنْ كُنْتُمْ خَرَجْتُمْ جِهَادًا فِي سَبِيلِي وَابْتِغَاءَ مَرْضَاتِي تُسِرُّونَ إِلَيْهِمْ بِالْمَوَدَّةِ وَأَنَا أَعْلَمُ بِمَا أَخْفَيْتُمْ وَمَا أَعْلَنْتُمْ وَمَنْ يَفْعَلْهُ مِنْكُمْ فَقَدْ ضَلَّ سَوَاءَ السَّبِيلِ ۝١﴾، وكذلك أيضاً من أثنى عليهم ومدحهم وفضّلهم على المسلمين في العمل وغيره، فإنه قد فعل إثماً وأساء الظنّ بإخوانه المسلمين، وأحسن الظنّ بمن ليسوا أهلاً لإحسان الظنّ، والواجب على المؤمن أن يقدّم المسلمين على غيرهم في جميع الشؤون في الأعمال وفي غيرها، وإذا حصل من المسلمين تقصيرٌ فالواجب عليه أن ينصحهم وأن يحذّرَهم، وأن يبيّن لهم مغبّة الظلم لعلّ الله أن يهديَهم على يده".
5- الركون إليهم:
قال الله تعالى: ﴿وَلَوْلَا أَنْ ثَبَّتْنَاكَ لَقَدْ كِدْتَ تَرْكَنُ إِلَيْهِمْ شَيْئًا قَلِيلًا ۝٧٤ إِذًا لَأَذَقْنَاكَ ضِعْفَ الْحَيَاةِ وَضِعْفَ الْمَمَاتِ ثُمَّ لَا تَجِدُ لَكَ عَلَيْنَا نَصِيرًا ۝٧٥﴾.
وقال سبحانه: ﴿وَلَا تَرْكَنُوا إِلَى الَّذِينَ ظَلَمُوا فَتَمَسَّكُمُ النَّارُ وَمَا لَكُمْ مِنْ دُونِ اللَّهِ مِنْ أَوْلِيَاءَ ثُمَّ لَا تُنْصَرُونَ ۝١١٣﴾ [هود:113].
قال القرطبي: «قوله تعالى: {وَلاَ تَرْكَنُواْ} الركون حقيقة الاستناد والاعتماد والسكون إلى الشيء والرضا به، قال قتادة: معناه: لا تودّوهم ولا تطيعوهم. ابن جريج: لا تميلوا إليهم. أبو العالية: لا ترضوا أعمالهم. وكلّه متقارب. وقال ابن زيد: الركون هنا الإدهان، وذلك ألا ينكِر عليهم كفرَهم. وقوله تعالى: {إِلَى ٱلَّذِينَ ظَلَمُواْ} قيل: أهل الشرك، وقيل: عامة فيهم وفي العصاة... وهذا هو الصحيح في معنى الآية، وأنها دالة على هجران أهل الكفر والمعاصي من أهل البدع وغيرهم، فإنّ صحبتهم كفر أو معصية، إذ الصحبة لا تكون إلا عن مودّة».
6- اتخاذهم بطانة من دون المؤمنين:
قال تعالى: ﴿يَا أَيُّهَا الَّذِينَ آمَنُوا لَا تَتَّخِذُوا بِطَانَةً مِنْ دُونِكُمْ لَا يَأْلُونَكُمْ خَبَالًا وَدُّوا مَا عَنِتُّمْ قَدْ بَدَتِ الْبَغْضَاءُ مِنْ أَفْوَاهِهِمْ وَمَا تُخْفِي صُدُورُهُمْ أَكْبَرُ قَدْ بَيَّنَّا لَكُمُ الْآيَاتِ إِنْ كُنْتُمْ تَعْقِلُونَ ۝١١٨ هَا أَنْتُمْ أُولَاءِ تُحِبُّونَهُمْ وَلَا يُحِبُّونَكُمْ وَتُؤْمِنُونَ بِالْكِتَابِ كُلِّهِ وَإِذَا لَقُوكُمْ قَالُوا آمَنَّا وَإِذَا خَلَوْا عَضُّوا عَلَيْكُمُ الْأَنَامِلَ مِنَ الْغَيْظِ قُلْ مُوتُوا بِغَيْظِكُمْ إِنَّ اللَّهَ عَلِيمٌ بِذَاتِ الصُّدُورِ ۝١١٩ إِنْ تَمْسَسْكُمْ حَسَنَةٌ تَسُؤْهُمْ وَإِنْ تُصِبْكُمْ سَيِّئَةٌ يَفْرَحُوا بِهَا وَإِنْ تَصْبِرُوا وَتَتَّقُوا لَا يَضُرُّكُمْ كَيْدُهُمْ شَيْئًا إِنَّ اللَّهَ بِمَا يَعْمَلُونَ مُحِيطٌ ۝١٢٠﴾.
قال الشيخ صالح الفوزان: "ومن مظاهر موالاة الكفار: الاستعانة بهم والثقة بهم وتوليتهم المناصب التي فيها أسرار المسلمين واتخاذهم بطانة ومستشارين... فهذه الآيات الكريمة تشرح دخائل الكفّار وما يكنّونه نحو المسلمين من بغض وما يدبّرونه ضدّهم من مكر وخيانة وما يحبّونه من مضرّة المسلمين وإيصال الأذى إليهم بكلّ وسيلة، وأنهم يستغلّون ثقة المسلمين بهم فيخطّطون للإضرار بهم والنيل منهم.
روى الإمام أحمد عن أبي موسى الأشعري رضي الله عنه قال: قلت لعمر رضي الله عنه: لي كاتب نصراني، قال: ما لك قاتلك الله؟! أما سمعت الله يقول: ﴿يَا أَيُّهَا الَّذِينَ آمَنُوا لَا تَتَّخِذُوا الْيَهُودَ وَالنَّصَارَى أَوْلِيَاءَ بَعْضُهُمْ أَوْلِيَاءُ بَعْضٍ وَمَنْ يَتَوَلَّهُمْ مِنْكُمْ فَإِنَّهُ مِنْهُمْ إِنَّ اللَّهَ لَا يَهْدِي الْقَوْمَ الظَّالِمِينَ ۝٥١﴾ [المائدة:51]؟! ألا اتخذت حنيفاً؟! قال: قلت: يا أمير المؤمنين، لي كتابته وله دينه، قال: لا أكرِمهم إذ أهانهم الله، ولا أعِزّهم إذ أذلهّم الله، ولا أدنِيهم وقد أقصاهم الله.
وروى الإمام أحمد ومسلم أن النبي صلى الله عليه وسلم خرج إلى بدر فتبعه رجل من المشركين فلحقه عند الحرة، فقال: إني أردتُ أن أتبعك وأصيب معك، قال: ((تؤمن بالله ورسوله؟)) قال: لا، قال: ((ارجِع فلن أستعين بمشرك)).
ومن هذه النصوص يتبيّن لنا تحريم تولِيَة الكفار أعمالَ المسلمين التي يتمكّنون بواسطتها من الاطلاع على أحوال المسلمين وأسرارهم، ويكيدون لهم بإلحاق الضرر بهم، ومن هذا ما وقع في هذا الزمان من استقدام الكفار إلى بلاد المسلمين بلاد الحرمين الشريفين وجعلهم عمّالاً وسائقين ومستخدمين ومربّين في البيوت وخلطهم مع العوائل أو خلطهم مع المسلمين".
7- الرضا بأعمالهم أو التشبّه بهم والتزيي بزيهم:
قال ابن تيمية: "والموالاة والموادة وإن كانت متعلقة بالقلب، لكن المخالفة في الظاهر أعوَن على مقاطعة الكافرين ومباينتهم.
ومشاركتهم في الظاهر إن لم تكن ذريعة أو سبباً قريباً أو بعيداً إلى نوعٍ ما من الموالاة والموادّة فليس فيها مصحلة المقاطعة والمباينة، مع أنها تدعو إلى نوع ما من المواصلة كما توجبه الطبيعة، وتدلّ عليه العادة، ولهذا كان السلف رضي الله عنهم يستدلّون بهذه الآيات على ترك الاستعانة بهم في الولايات...
ولما دلّ عليه معنى الكتاب جاءت سنة رسول الله صلى الله عليه وسلم وسنة خلفائه الراشدين التي أجمع الفقهاء عليها بمخالفتهم وترك التشبه بهم، ففي الصحيحين عن أبي هريرة رضي الله عنه قال: قال رسول الله صلى الله عليه وسلم: ((إن اليهود والنصارى لا يصبغون فخالفوهم))، أمر بمخالفتهم، وذلك يقتضي أن يكون جنس مخالفتهم أمراً مقصوداً للشارع، لأنه إن كان الأمر بجنس المخالفة حصل المقصود، وإن كان الأمر بالمخالفة في تغيير الشعر فقط فهو لأجل ما فيه من المخالفة.
فالمخالفة إما علّة مفردة، أو علة أخرى، أو بعض علة، وعلى التقديرات تكون مأموراً بها مطلوبة من الشارع... ولو لم يكن لقصد مخالفتهم تأثير في الأمر بالصبغ لم يكن لذكرهم فائدة، ولا حسن تعقيبه به، وهذا وإن دلّ على أن مخالفتهم أمر مقصود للشرع، فذلك لا ينفي أن يكون في نفس الفعل الذي خولِفوا فيه مصلحة مقصودَة، مع قطع النظر عن مخالفتهم، فإن هنا شيئين:
أحدهما: أنّ نفس المخالفة لهم في الهدي الظاهر مصلحة ومنفعة لعباد الله المؤمنين، لما في مخالفتهم من المجانبة والمباينة التي توجب المباعدة عن أعمال أهل الجحيم، وإنما يظهر بعض المصلحة في ذلك لمن تنوّر قلبه، حتى رأى ما اتّصف به المغضوب عليهم والضالون من المرض الذي ضرره أشدّ من ضرر أمراض الأبدان.
والثاني: أنّ نفس ما هم عليه من الهدي والخلق قد يكون مضراً أو منقصاً، فينهى عنه ويؤمر بضده لما فيه من المنفعة والكمال، وليس شيء من أمورهم إلا وهو إما مضرّ أو ناقص؛ لأن ما بأيديهم من الأعمال المبتدعَة والمنسوخة ونحوها مضرّة، وما بأيديهم مما لم ينسَخ أصله فهو يقبل الزيادة والنقص، فمخالفتهم فيه بأن يشرع ما يحصِّله على وجه الكمال، ولا يتصوَّر أن يكون شيء من أمورهم كاملاً قطّ، فإذاً المخالفة لهم فيها منفعة وصلاح لنا في كلّ أمورهم، حتى ما هم عليه من إتقان بعض أمور دنياهم قد يكون مضراً بأمر الآخرة أو بما هو أهمّ منه من أمر الدنيا، فالمخالفة فيه صلاحٌ لنا".
وقال الشيخ صالح الفوزان: "من مظاهر موالاة الكفار التشبه بهم في الملبس والكلام وغيرهما؛ لأنّ التشبّه بهم في الملبس والكلام وغيرهما يدلّ على محبة المتشبّه للمتشبّه به، ولهذا قال النبي صلى الله عليه وسلم: ((من تشبه بقوم فهو منهم))، فيحرم التشبه بالكفار فيما هو من خصائصهم ومن عاداتهم وعباداتهم وسمتهم وأخلاقهم كحلق اللحى، وإطالة الشوارب، والرطانة بلغتهم إلا عند الحاجة، وفي هيئة اللباس، والأكل والشرب، وغير ذلك".
8- الإقامة في بلادهم وعدم الانتقال منها إلى بلد المسلمين، والسفر إلى بلادهم لغرض النزهة ومتعة النفس:
قال الشيخ صالح الفوزان: "ومن مظاهر موالاة الكفار الإقامة في بلادهم وعدم الانتقال منها إلى بلد المسلمين لأجل الفرار بالدين، لأن الهجرة بهذا المعنى ولهذا الغرض واجبة على المسلم؛ لأن إقامته في بلاد الكفر تدلّ على موالاة الكافرين، ومن هنا حرم الله إقامة المسلم بين الكفار إذا كان يقدر على الهجرة، قال تعالى: ﴿إِنَّ الَّذِينَ تَوَفَّاهُمُ الْمَلَائِكَةُ ظَالِمِي أَنْفُسِهِمْ قَالُوا فِيمَ كُنْتُمْ قَالُوا كُنَّا مُسْتَضْعَفِينَ فِي الْأَرْضِ قَالُوا أَلَمْ تَكُنْ أَرْضُ اللَّهِ وَاسِعَةً فَتُهَاجِرُوا فِيهَا فَأُولَئِكَ مَأْوَاهُمْ جَهَنَّمُ وَسَاءَتْ مَصِيرًا ۝٩٧ إِلَّا الْمُسْتَضْعَفِينَ مِنَ الرِّجَالِ وَالنِّسَاءِ وَالْوِلْدَانِ لَا يَسْتَطِيعُونَ حِيلَةً وَلَا يَهْتَدُونَ سَبِيلًا ۝٩٨ فَأُولَئِكَ عَسَى اللَّهُ أَنْ يَعْفُوَ عَنْهُمْ وَكَانَ اللَّهُ عَفُوًّا غَفُورًا ۝٩٩﴾، فلم يعذُر الله في الإقامة في بلاد الكفار إلا المستضعفين الذين لا يستطيعون الهجرة، وكذلك من كان في إقامته مصلحة دينية كالدعوة إلى الله ونشر الإسلام في بلادهم...
ومن موالاة الكفار السفر إلى بلادهم لغرض النزهة ومتعة النفس، والسفر إلى بلاد الكفار محرم إلا عند الضرورة، كالعلاج والتجارة والتعليم للتخصّصات النافعة التي لا يمكن الحصول عليها إلا بالسفر إليهم، فيجوز بقدر الحاجة، وإذا انتهت الحاجة وجب الرجوع إلى بلاد المسلمين.
ويشترط كذلك لجواز هذا السفر أن يكون مظهِراً لدينه، معتزًّا بإسلامه، مبتعِداً عن مواطن الشرّ، حذِراً من دسائس الأعداء ومكائدهم، وكذلك يجوز السفر أو يجب إلى بلادهم إذا كان لأجل الدّعوة إلى الله ونشر الإسلام".
هذا وهناك مظاهر عديدة لموالاة الكفار وفيما يلي بعضها باختصار:
1. مداهنتهم ومداراتهم.
2. طاعتهم فيما يقولون وفيما يشيرون به.
3. تقريبهم في المجلس، والدخول بهم على أمراء الإسلام.
4. مشاورتهم في الأمور.
5. مجالستهم ومزاورتهم والدخول عليهم.
6. البشاشة لهم وطلاقة الوجه.
7. الإكرام العام.
8. استئمانهم وقد خوّنهم الله.
9. ذكرهم بما فيه تعظيم لهم، كتسميتهم سادة أو حكماء.
10. إعانتهم ومناصرتهم على المسلمين ومدحهم والذبّ عنهم، وهذا من نواقض الإسلام وأسباب الردّة، نعوذ بالله من ذلك.
11. التأريخ بتأريخهم، خصوصاً التأريخ الذي يعبِّر عن طقوسهم وأعيادهم كالتأريخ الميلادي.
12. الاستغفار لهم والترحّم عليهم.

## البراءة من الكفّار والمنافقين
أ- وجوب البراءة من الكفار والمنافقين ومعاداتهم:
قال الشيخ حمد بن علي بن عتيق: «أما معاداة الكفار والمشركين فاعلم أن الله سبحانه وتعالى أوجب ذلك وأكّد إيجابه، وحرّم موالاتهم وشدّد فيها، حتى إنّه ليس في كتاب الله تعالى حكم فيه من الأدلة أكثر ولا أبيَن من هذا الحكم بعد وجوب التّوحيد وتحريم ضده».
وقال الشيخ سليمان بن عبد الله آل الشيخ: «يجب أن تعلم أولاً أن الله افترض على المؤمنين عداوة الكفار والمنافقين وجفاة الأعراب الذين يُعْرَفون بالنفاق ولا يؤمنون بالله ورسوله صلى الله عليه وسلم، وأمر بجهادهم والإغلاظ عليهم بالقول والعمل».
ب الفرق بين إظهار البراءة من الكفار والمنافقين وبين وجود ذلك في القلب:
قال الشيخ إسحاق بن عبد الرحمن آل الشيخ: «أصل البراءة المقاطعة بالقلب واللسان والبدن، وقلب المؤمن لا يخلو من عداوة الكافر، وإنما النزاع في إظهار العداوة، فإنها قد تخفى لسبب شرعي، وهو الإكراه مع الاطمئنان، وقد تخفى العداوة من مستضعَف معذور، عذَرَه القرآن، وقد تخفى لغرض دنيويّ، وهو الغالب على أكثر الخالق، هذا إن لم يظهر منه موافقة».
وقال الشيخ عبد اللطيف بن عبد الرحمن بن حسن آل الشيخ: "مسألة إظهار العداوة غير مسألة وجود العداوة.
فالأول: يعذَر به مع العجز والخوف، لقوله تعالى: {إِلا أَن تَتَّقُواْ مِنْهُمْ تُقَٰةً}.
والثاني: لا بدّ منه، لأنّه يدخل في الكفر بالطاغوت، وبينه وبين حبّ الله ورسوله تلازم كلي، لا ينفكّ عنه المؤمن، فمن عصى الله بترك إظهار العداوة فهو عاص الله".
وقال الشيخ حمد بن عتيق: "لا بدّ مِن أن تكون العداوة والبغضاء باديتين، أي: ظاهرتين بيّنتين.
واعلم أنّه وإن كانت البغضاء متعلّقة بالقلب فإنها لا تنفع حتى تظهر آثارها وتبين علامتها، ولا تكون كذلك حتى تقترن بالعداوة والمقاطعة، فحينئذٍ تكون العداوة والبغضاء ظاهرتين".
ج من صور البراءة من الكفار والمنافقين:
1- ترك اتباع أهوائهم:
قال الله تعالى: ﴿وَلَنْ تَرْضَى عَنْكَ الْيَهُودُ وَلَا النَّصَارَى حَتَّى تَتَّبِعَ مِلَّتَهُمْ قُلْ إِنَّ هُدَى اللَّهِ هُوَ الْهُدَى وَلَئِنِ اتَّبَعْتَ أَهْوَاءَهُمْ بَعْدَ الَّذِي جَاءَكَ مِنَ الْعِلْمِ مَا لَكَ مِنَ اللَّهِ مِنْ وَلِيٍّ وَلَا نَصِيرٍ ۝١٢٠﴾ [البقرة:120].
قال شيخ الإسلام: «فانظر كيف قال في الخبر: {مِلَّتَهُمْ} وقال في النهي: {أَهْوَاءهُم} لأن القوم لا يرضون إلا باتباع الملة مطلقاً، والزجر وقع عن اتباع أهوائهم في قليل أو كثير».
وقال الشيخ حمد: «فإذا كان اتباع أهواء جميع الكفار وسلوك ما يحبونه منهياً عنه وممنوعاً منه فهذا هو المطلوب، وما ذاك إلا خوفاً من اتباعهم في أصل دينهم الباطل».
2- معصيتهم فيما أمروا به:
قال حمد بن عتيق: "إنّ الله تعالى نهى عن طاعة الكافرين وأخبر أنّ المسلمين إن أطاعوهم ردّوهم عن الإيمان إلى الكفر والخسارة، فقال تعالى: ﴿يَا أَيُّهَا الَّذِينَ آمَنُوا إِنْ تُطِيعُوا الَّذِينَ كَفَرُوا يَرُدُّوكُمْ عَلَى أَعْقَابِكُمْ فَتَنْقَلِبُوا خَاسِرِينَ ۝١٤٩﴾، وقال تعالى: ﴿يَا أَيُّهَا الَّذِينَ آمَنُوا إِنْ تُطِيعُوا فَرِيقًا مِنَ الَّذِينَ أُوتُوا الْكِتَابَ يَرُدُّوكُمْ بَعْدَ إِيمَانِكُمْ كَافِرِينَ ۝١٠٠﴾، وقال تعالى: ﴿وَاصْبِرْ نَفْسَكَ مَعَ الَّذِينَ يَدْعُونَ رَبَّهُمْ بِالْغَدَاةِ وَالْعَشِيِّ يُرِيدُونَ وَجْهَهُ وَلَا تَعْدُ عَيْنَاكَ عَنْهُمْ تُرِيدُ زِينَةَ الْحَيَاةِ الدُّنْيَا وَلَا تُطِعْ مَنْ أَغْفَلْنَا قَلْبَهُ عَنْ ذِكْرِنَا وَاتَّبَعَ هَوَاهُ وَكَانَ أَمْرُهُ فُرُطًا ۝٢٨﴾، وقال تعالى: ﴿وَلَا تَأْكُلُوا مِمَّا لَمْ يُذْكَرِ اسْمُ اللَّهِ عَلَيْهِ وَإِنَّهُ لَفِسْقٌ وَإِنَّ الشَّيَاطِينَ لَيُوحُونَ إِلَى أَوْلِيَائِهِمْ لِيُجَادِلُوكُمْ وَإِنْ أَطَعْتُمُوهُمْ إِنَّكُمْ لَمُشْرِكُونَ ۝١٢١﴾، وقال تعالى: ﴿وَإِنْ تُطِعْ أَكْثَرَ مَنْ فِي الْأَرْضِ يُضِلُّوكَ عَنْ سَبِيلِ اللَّهِ إِنْ يَتَّبِعُونَ إِلَّا الظَّنَّ وَإِنْ هُمْ إِلَّا يَخْرُصُونَ ۝١١٦﴾... وقال تعالى: ﴿اتَّخَذُوا أَحْبَارَهُمْ وَرُهْبَانَهُمْ أَرْبَابًا مِنْ دُونِ اللَّهِ وَالْمَسِيحَ ابْنَ مَرْيَمَ وَمَا أُمِرُوا إِلَّا لِيَعْبُدُوا إِلَهًا وَاحِدًا لَا إِلَهَ إِلَّا هُوَ سُبْحَانَهُ عَمَّا يُشْرِكُونَ ۝٣١﴾.
وفسر النبي صلى الله عليه وسلم اتخاذهم أرباباً بأنها طاعتهم في تحريم الحلال وتحليل الحرام، فإذا كان من أطاع الأحبار وهم العلماء والرهبان وهم العباد في ذلك، فقد اتخذهم أرباباً من دون الله، فمن أطاع الجهّال والفسّاق في تحريم ما أحلّ الله أو تحليل ما حرّم الله فقد اتخذهم أرباباً من دون الله، بل ذلك أولى وأحرى".
3- ترك الركون إلى الكفرة الظالمين:
وقد نهى الله عن ذلك فقال: ﴿وَلَا تَرْكَنُوا إِلَى الَّذِينَ ظَلَمُوا فَتَمَسَّكُمُ النَّارُ وَمَا لَكُمْ مِنْ دُونِ اللَّهِ مِنْ أَوْلِيَاءَ ثُمَّ لَا تُنْصَرُونَ ۝١١٣﴾ [هود:113]، فنهى سبحانه وتعالى عن الركون إلى الظلمة، وتوعد على ذلك بمسيس النار وعدم النصر، والشرك هو أعظم أنواع الظلم كما قال تعالى: ﴿وَإِذْ قَالَ لُقْمَانُ لِابْنِهِ وَهُوَ يَعِظُهُ يَا بُنَيَّ لَا تُشْرِكْ بِاللَّهِ إِنَّ الشِّرْكَ لَظُلْمٌ عَظِيمٌ ۝١٣﴾ فمن ركن إلى أهل الشرك أي: مال إليهم أو رضي بشيء من أعمالهم، فإنه مستحق لأن يعذبه الله بالنار وأن يخذله في الدنيا والآخرة.
4- ترك موادة أعداء الله:
قال الله تعالى: ﴿لَا تَجِدُ قَوْمًا يُؤْمِنُونَ بِاللَّهِ وَالْيَوْمِ الْآخِرِ يُوَادُّونَ مَنْ حَادَّ اللَّهَ وَرَسُولَهُ وَلَوْ كَانُوا آبَاءَهُمْ أَوْ أَبْنَاءَهُمْ أَوْ إِخْوَانَهُمْ أَوْ عَشِيرَتَهُمْ أُولَئِكَ كَتَبَ فِي قُلُوبِهِمُ الْإِيمَانَ وَأَيَّدَهُمْ بِرُوحٍ مِنْهُ وَيُدْخِلُهُمْ جَنَّاتٍ تَجْرِي مِنْ تَحْتِهَا الْأَنْهَارُ خَالِدِينَ فِيهَا رَضِيَ اللَّهُ عَنْهُمْ وَرَضُوا عَنْهُ أُولَئِكَ حِزْبُ اللَّهِ أَلَا إِنَّ حِزْبَ اللَّهِ هُمُ الْمُفْلِحُونَ ۝٢٢﴾ [المجادلة:22].
قال شيخ الإسلام: «فأخبر سبحانه أنّه لا يوجد مؤمن يوادّ كافراً، فمن وادّ الكفار فليس بمؤمن».
قال الشيخ حمد بن عتيق: «فإذا كان الله تعالى قد نفى الإيمان عمّن وادّ أباه وأخاه وعشيرته إذا كانوا محادّين الله ورسوله، فمن وادّ الكفار الأبعدين عنه فهو أولى بأن لا يكون مؤمناً».
5- ترك التشبه بالكفار في الأفعال الظاهرة:
عن عبد الله بن عمر قال: قال رسول الله صلى الله عليه وسلم: ((من تشبه بقوم فهو منهم)).
قال شيخ الإسلام ابن تيمية: "إن الله تعالى جبل بني آدم بل سائر المخلوقات على التفاعل بين الشيئين المتشابهين، وكلما كانت المشابهة أكثر كان التفاعل في الأخلاق والصفات أتم، حتى يؤول الأمر إلى أن لا يتميّز أحدهما عن الآخر إلا بالعين فقط... فالمشابهة والمشاكلة في الأمور الظاهرة توجب مشابهة ومشاكلة في الأمور الباطنة على وجه المسارقة والتدريج الخفي...وإن المشابهة في الظاهر تورث نوع مودة ومحبة وموالاة في الباطن، كما أن المحبة في الباطن تورث المشابهة في الظاهر، وهذا أمر يشهد به الحسّ والتجربة حتى إن الرجلين إذا كانا من بلد واحد ثم اجتمعا في دار غربة كان بينهما من المودّة والائتلاف أمر عظيم، وإن كانا في مصرهما لم يكونا متعارفين، أو كانا متهاجرَين، وذاك لأنّ الاشتراك في البلد نوع وصف اختصّا به عن بلد الغربة... وكذلك تجد أرباب الصناعات الدنيوية يألف بعضهم بعضاً ما لا يألفون غيرهم حتى إنّ ذلك يكون مع المعاداة والمحاربة، إما على الملك، وإما على الدين... وتجد الملوك ونحوهم من الرؤساء وإن تباعدت ديارهم وممالكهم بينهم مناسبة تورِث مشابهة ورعاية من بعضهم لبعض، وهذا كلّه موجَب الطباع ومقتضاه، إلا أن يمنع من ذلك دين أو غرضٌ خاص.
فإذا كانت المشابهة في أمور دنيوية تورث المحبة والموالاة لهم، فكيف بالمشابهة في أمور دينية؟! فإن إفضاءها إلى نوع من الموالاة أكثر وأشدّ، والمحبة والموالاة لهم تنافي الإيمان".
وقال الشيخ حمد بن عتيق: «إذا كانت مشابهة الكفار في الأفعال الظاهرة إنما نهي عنها لأنها وسيلة وسبب يفضي إلى موالاتهم ومحبتهم، فالنهي عن هذه الغاية والمحذور أشدّ، والمنع منه وتحريمه أوكد، وهذا هو المطلوب».
وهناك صور شتى ومظاهر عديدة للبراءة وفيما يلي بعضها باختصار:
1. بغض الشرك والكفر والنفاق وأهله، وإضمار العداوة لهم كما أعلنها إبراهيم عليه الصلاة والسلام فأخبر الله عنه بقوله تعالى: ﴿وَإِذْ قَالَ إِبْرَاهِيمُ لِأَبِيهِ وَقَوْمِهِ إِنَّنِي بَرَاءٌ مِمَّا تَعْبُدُونَ ۝٢٦ إِلَّا الَّذِي فَطَرَنِي فَإِنَّهُ سَيَهْدِينِ ۝٢٧﴾[91]، وقال سبحانه: ﴿قَدْ كَانَتْ لَكُمْ أُسْوَةٌ حَسَنَةٌ فِي إِبْرَاهِيمَ وَالَّذِينَ مَعَهُ إِذْ قَالُوا لِقَوْمِهِمْ إِنَّا بُرَآءُ مِنْكُمْ وَمِمَّا تَعْبُدُونَ مِنْ دُونِ اللَّهِ كَفَرْنَا بِكُمْ وَبَدَا بَيْنَنَا وَبَيْنَكُمُ الْعَدَاوَةُ وَالْبَغْضَاءُ أَبَدًا حَتَّى تُؤْمِنُوا بِاللَّهِ وَحْدَهُ إِلَّا قَوْلَ إِبْرَاهِيمَ لِأَبِيهِ لَأَسْتَغْفِرَنَّ لَكَ وَمَا أَمْلِكُ لَكَ مِنَ اللَّهِ مِنْ شَيْءٍ رَبَّنَا عَلَيْكَ تَوَكَّلْنَا وَإِلَيْكَ أَنَبْنَا وَإِلَيْكَ الْمَصِيرُ ۝٤﴾ [الممتحنة:4].[44]
2. هجر بلاد الكفر، وعدم السفر إليهم إلا لضرورة مع القدرة على إظهار شعائر الدين ومع عدم المعارضة كما قال صلى الله عليه وسلم: ((أنا بريء من كل مسلم يقيم بين أظهر المشركين)).[92]
3. أن لا يناصر الكفار، ولا يمدحهم، ولا يعينهم على المسلمين.
4. أن لا يستعين بهم، ولا يتّخذهم بطانة له يحفظون سرّه ويقومون بأهمّ أعماله، كما قال تعالى: ﴿يَا أَيُّهَا الَّذِينَ آمَنُوا لَا تَتَّخِذُوا بِطَانَةً مِنْ دُونِكُمْ لَا يَأْلُونَكُمْ خَبَالًا وَدُّوا مَا عَنِتُّمْ قَدْ بَدَتِ الْبَغْضَاءُ مِنْ أَفْوَاهِهِمْ وَمَا تُخْفِي صُدُورُهُمْ أَكْبَرُ قَدْ بَيَّنَّا لَكُمُ الْآيَاتِ إِنْ كُنْتُمْ تَعْقِلُونَ ۝١١٨﴾ [آل عمران:118].[32] قال القرطبي: «نهى الله عز وجل المؤمنين بهذه الآية أن يتخذوا من الكفار واليهود وأهل الأهواء دخلاء ووُلَجاء، يفاوضونهم في الآراء، ويسندون إليهم أمورهم».[93]
5. أن لا يشاركهم في أعيادهم وأفراحهم، ولا يهنئهم بها، وقد فسر بعض أهل العلم قوله: {لاَ يَشْهَدُونَ الزُّورَ}[94] أي: أعياد الكفار.
6. أن لا يستغفر لهم، ولا يترحّم عليهم، قال تعالى: ﴿مَا كَانَ لِلنَّبِيِّ وَالَّذِينَ آمَنُوا أَنْ يَسْتَغْفِرُوا لِلْمُشْرِكِينَ وَلَوْ كَانُوا أُولِي قُرْبَى مِنْ بَعْدِ مَا تَبَيَّنَ لَهُمْ أَنَّهُمْ أَصْحَابُ الْجَحِيمِ ۝١١٣﴾.[95]
7. هجر مجالسهم وعدم صحبتهم.
8. عدم المداهنة والمجاملة والمداراة لهم على حساب الدين.
9. أن لا يعظم الكافر بلفظ أو فعل.
10. عدم التولي العام لهم.
11. أن لا يبدأهم بالسلام لما جاء في حديث أبي هريرة أن رسول الله صلى الله عليه وسلم قال: ((لا تبدؤوا اليهود بالسلام ولا النصارى بالسلام، فإذا لقيتم أحدهم في الطريق فاضطروه إلى أضيقه)).[96]